# Andreas Cellarius (théologien)
Pour les articles homonymes, voir Andreas Cellarius.

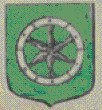
Blason des Keller-Cellarius.

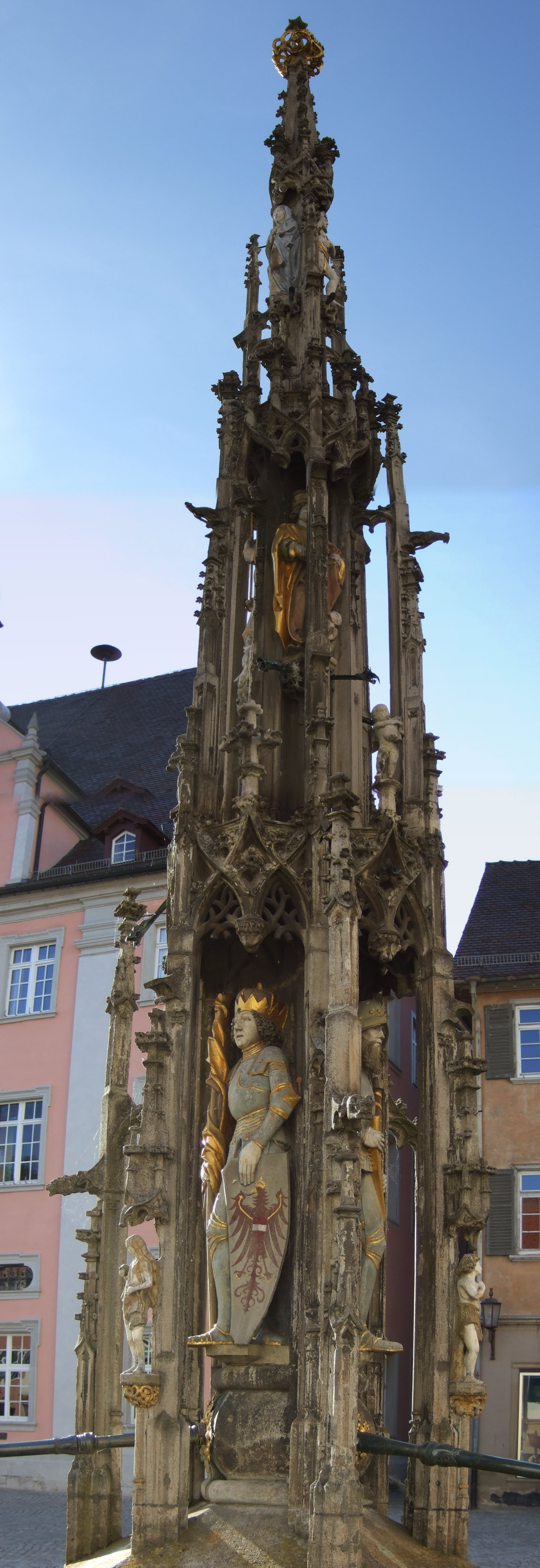
Fontaine à Rottenburg am Neckar datant du temps où son père est maire de la ville.

Andreas Keller, plus connu sous le nom de Andreas Cellarius est un pasteur, surintendant et théologien luthérien né en 1503 à Rottenburg am Neckar, dans le Wurtemberg. Fils de Hans Keller, Bürgermeister (maire) de Rottenburg am Neckar, né en 1478. Andreas Cellarius est mort à Wildberg, dans la Forêt-Noire le 18 septembre 1562.

## Un pasteur et un théologien

### ÀRottenburg am Neckar(1503-1524)
Avant qu'il ne devienne un partisan des idées de Martin Luther, et pasteur à Rottenburg, l'on sait peu de choses de sa vie passée : Sa famille est de Rottenburg am Neckar et son père, Hans Keller est le maire de la ville.
Andreas est formé probablement au couvent, mais il fait également des études à Vienne. Il prêche au printemps 1524 dans sa ville natale contre le pape. Cinq prédications ou traités destinés aux habitants de Rottenburg am Neckar sont conservés. Il va devenir rapidement l'un des premiers théologiens protestants célèbres dans tout le Wurtemberg de la Renaissance et en dehors de ce royaume.

### ÀStrasbourg(1524-1525)

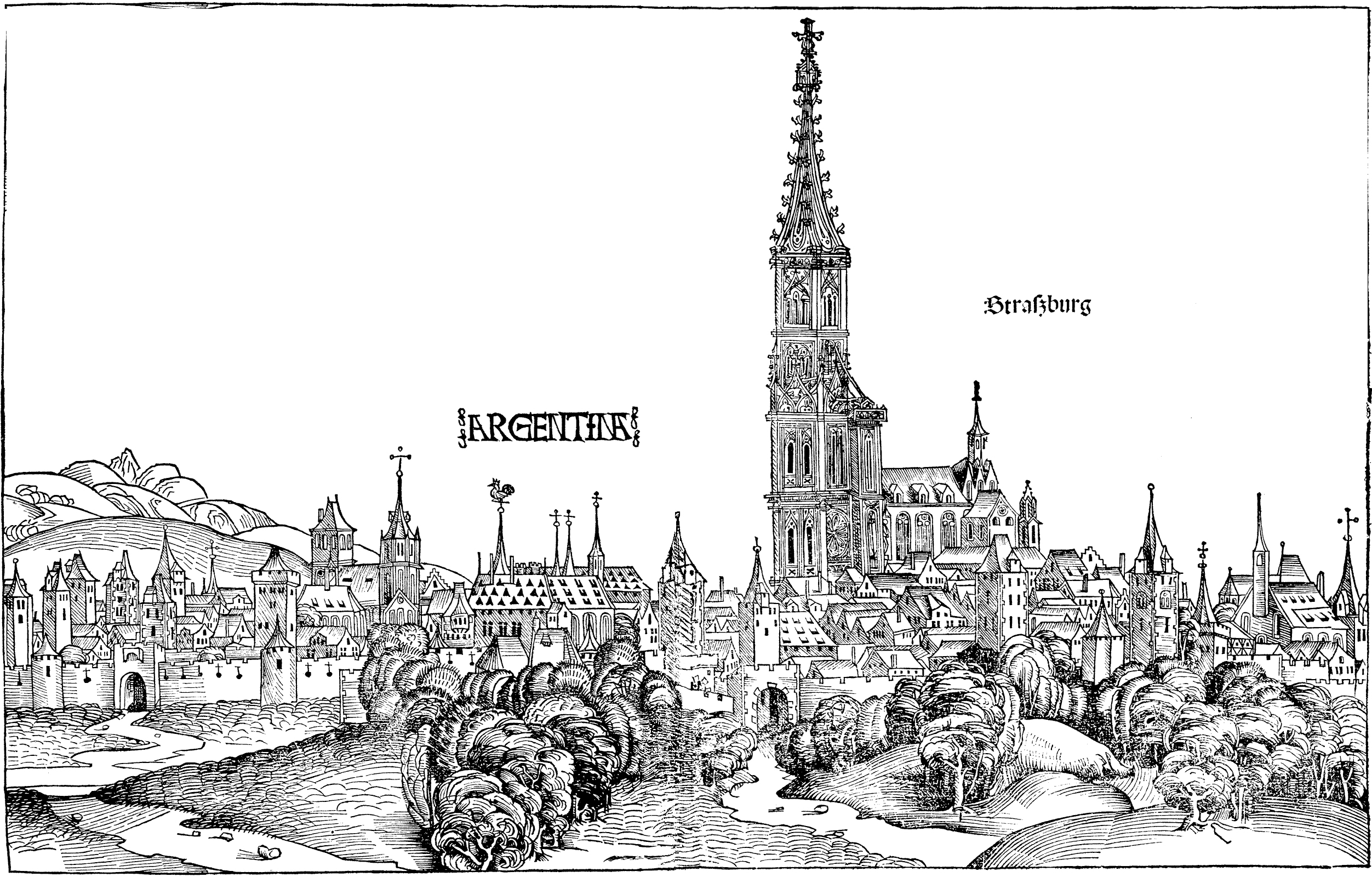
Strasbourg au début du XVIe siècle.

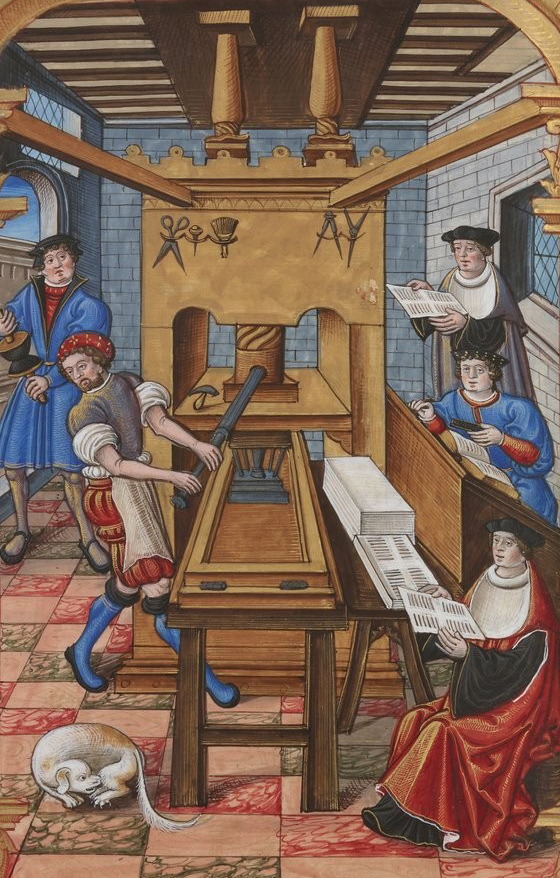
Imprimer un livre au XVIe siècle est en d'autres régions un travail rare et coûteux.

Dès sa conversion, ce prédicateur et pamphlétaire protestant est persécuté par les catholiques wurtembourgeois. Obligé de quitter la ville, il se réfugie à Strasbourg, au début de l'été 1524, et il devient pour quelques mois diacre de l'église Saint-Pierre-le-Vieux de Strasbourg. L'église fait alors partie des sept paroisses luthériennes de Strasbourg. Strasbourg est à cette époque une ville libre impériale, qui fait partie du Saint-Empire romain germanique. Là, il s’engage dans la guerre des pamphlets, publiant de petits traités dédicacés à des bourgeoises et des bourgeois de Strasbourg, commandités et sans doute payés par eux. Sept de ces traités publiés entre juillet 1524 et la fin de 1525 sont connus : 
- Ein kurtzer Begriff deren Puncten so yetzunder von etlichen als ein nüwe Lere genent werden (Court traité des points que certains nomment à présent une nouvelle doctrine, dédié à Anna Marschelck) ;
- Auszlegung des Evangelischen Lobgsangs Benedictus (Explication du chant de louange évangélique Benedictus, dédié à Adolf von Mittelhausen ;
- Ein schone Auszlegung des xxiij. Capitels yn Mattheo (Une belle explication du chapitre 23 de l’évangile de Matthieu, dédié à Eckhart zum Drübel) ;
- Ein schon Tracteclin von der Barmhertzigkeit Gottes (Un joli petit traité sur la miséricorde divine, dédié à Rosa von Eschau, sœur d’Adolf von Mittelhausen) ;
- Ein schöner schrifftlicher Bericht ausz heyliger Schrifft, was der alt und der neu Mensch sey (Un beau rapport écrit tiré des écritures saintes, sur ce qu’est l’homme ancien et l’homme nouveau, dédié à Elisabeth Mittelhausen, femme d’Adolf von Mittelhausen) ;
- Ein Anzeygung was für Gottzlesterung in der papisten Messz ist (Une démonstration des offenses à Dieu qui sont contenues dans la messe papiste, dédié à Rosina von Eschau) ;
- Von dem Zehenden, was darvon usz der Schrifft zu halten sey (De la dîme, et de ce qu’il faut en considérer d’après les Écritures, 1525, dédié à Bruder Thomas).

Dans tous ses écrits, il se fait le défenseur des thèmes réformateurs centraux, faisant preuve de bonnes connaissances bibliques. Tout en attaquant avec force les thèses papistes, il reste assez mesuré dans sa polémique  Ces pamphlets sont un reflet intéressant du mouvement évangélique strasbourgeois.

### ÀWasselonne(1525-1536)

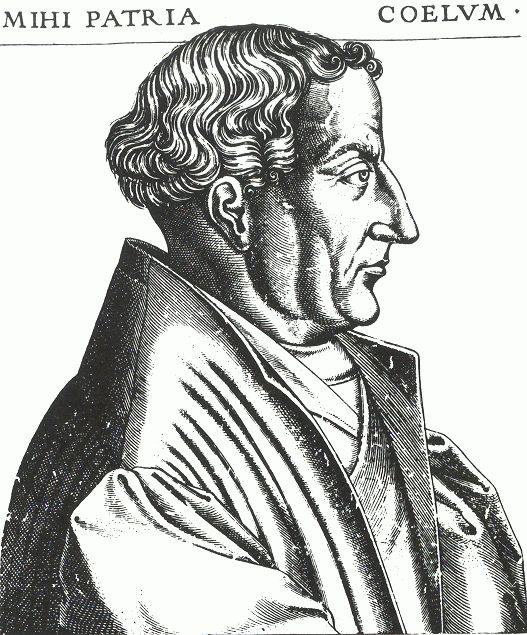
Cellarius se charge de l'éducation des enfants de Martin Bucer, quand celui-ci voyage.

Avant d’avoir terminé la publication même de ces pamphlets, qui sont un écho intéressant du mouvement évangélique strasbourgeois, il est nommé au début de 1525 pasteur de Wasselonne, alors chef-lieu de bailliage rural de Strasbourg.
Le 25 août 1529, il écrit à Martin Bucer. Keller dénonce les mensonges de son collègue de Zehnacker, Johannes Dieterich, concernant l'appel adressé à celui-ci pour la paroisse de Hurtigheim, sa prétendue relation des actes de la dispute de Baden en 1526, sa prétendue participation à la dispute de Berne, et sa prétendue dispute avec le franciscain à Montbéliard. Cette polémique avec Johannes Dieterich, le 25 août 1529, date depuis plus d'une année. Andreas Cellarius rappelle dans cette lettre à Martin Bucer qu'il a envoyé une supplique au sénat de Strasbourg, car il paie depuis 1525 une pension au comte palatin Georges, recteur de cette paroisse et évêque de Spire.
Il y publie en 1530 un petit catéchisme pour enfants en quatre feuillets : Beriecht der Kinder zu Waselnheim in Frag und Antwurt gestelt, malheureusement introuvable. Il est très apprécié par les fidèles de toute la région, très nombreux  à accueillir favorablement le protestantisme. Il reste à Wasselonne jusqu’en septembre 1536.
Andreas Keller-Cellarius se marie en 1528 à Rottenburg am Neckar avec Agnès Eycher.

### À Wildberg, dans laForêt-Noire(1536-1562)

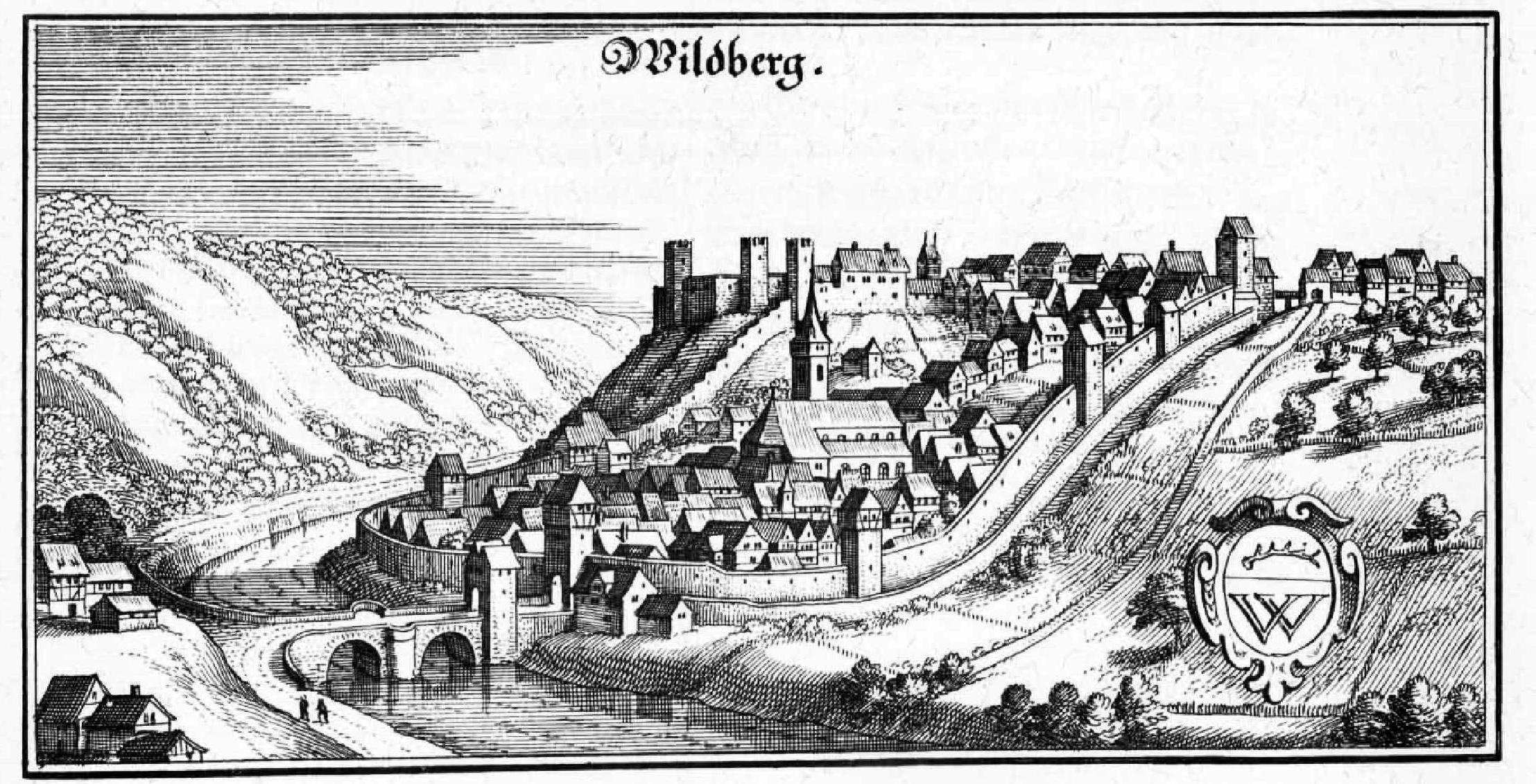
Cellarius continue son ministère à de Wildberg, dans la Forêt-Noire.

Andreas Cellarius continue son ministère à  (de) Wildberg, dans la Forêt-Noire. Son activité littéraire se restreint à la traduction de textes théologiques, surtout du réformateur (de) Johannes Brenz. En 1542, les strasbourgeois lui demande de revenir s'établir définitivement dans leur ville, mais il préfère rester dans la Forêt-Noire, où il devient le superintendant des églises réformées. Il convertit aux idées protestantes les religieux du cloître de Reuthin, proche de son village. Il participe aux principales assemblées de l'église protestante. Les idées et l'attitude ferme de Cellarius sont très appréciées aux conciles protestants de 1543 et 1544.
Andreas Cellarius participe avec (de) Kaspar Gräter (de) et (de) Jacob Beurlin (de) à la rédaction de Confessio Wirttembergica en 1551. Durant la même année il est appelé à une assemblée théologique à Stuttgart.
C'est à (de) Wildberg, au nord de Nagold, en Forêt-Noire que naît l'un de ses fils, le pasteur Georg Keller-Cellarius en 1557. Il décède le 3 juin 1631 à Soultz-sous-Forêts, Bas-Rhin.
Andreas ne doit pas être confondu avec Andreas Cellarius et surtout  (de) Martin Cellarius (de), un autre réformateur vivant au milieu de XVIe siècle qui est professeur à Bâle, avec Caelius Segundus et Sébastien Castellion. Les calvinistes voient en lui un partisan de Michel Servet. Toutefois contrairement à ses deux amis, il ne semble pas avoir été un rédacteur du Traité des hérétiques, qui paraît en 1554.

## Père et grand-père de pasteurs

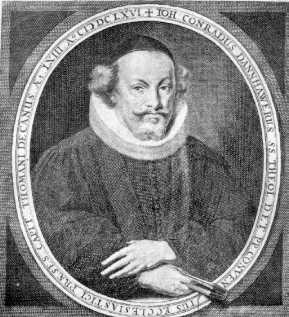
Johann Conrad Dannhauer.

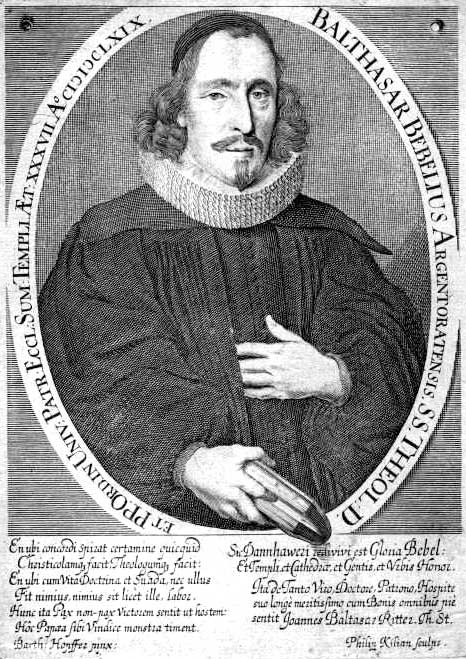
Balthasar Bebel.

Andreas Cellarius est le père et le grand-père de nombreux pasteurs, qui vont devoir se réfugier en Alsace.
- Andreas Cellarius est le père[6] de Georg Keller, Georgiy Cellariy (1557-1631), pasteur protestant de Soultz-sous-Forêts (capitale de la baronnie de Fleckenstein) de 1582 à 1622, après le 7 février 1622 il doit se réfugier à Wissembourg en raison des événements de la guerre de Trente Ans. Il est un prédicant pieux, lettré et très zélé. Georg Keller décède le 3 juin 1631 à Soultz-sous-Forêts, âgé de 74 ans.
- Andreas Cellarius est le père de Mathäus Keller, pasteur à Kutzenhausen.
- Andreas Cellarius est le grand-père de Friederich Keller (1590-1651), pasteur à Drachenbronn et maître d'école à Soultz-sous-Forêts. Le pasteur Friedrich Keller est le dernier ministre luthérien du Palatinat, en 1635. Il vit à Wernersberg, village au sud de Annweiler am Trifels (de nos jours, arrondissement de Südliche Weinstrasse), région montagneuse, proche de Landau. Il est néanmoins expulsé, car l'intolérance grandit[7]. Ensuite il devient pasteur à Oberbetschdorf et Niederbetschdorf entre 1635 et 1651, ces deux villages font à cette époque partis du Hattgau ou bailliage de Hatten, lequel fait partie du (de) comté de Hanau-Lichtenberg. Entre 1646-51 il administre de même les paroisses de Rittershoffen, Kuhlendorf, en 1648 on lui demande de s'installer à Hatten au nord de la forêt d'Haguenau. Durant cette période effroyable de la Guerre de Trente Ans, il lui arrive de prêter le concours de son ministère à Haguenau, à l'hôtel des Fleckenstein, lieu de prière où les derniers luthériens peuvent se réunir[8].
- Andreas Cellarius est l’arrière-grand-père du théologien et philologue luthérien strasbourgeois Johann Conrad Dannhauer (1603-1666) Johann Conrad Dannhauer[9] et le trisaïeul de la femme de Balthasar Bebel.
- Daniel Keller dit Daniel Cellarius est né à Wildberg, dans la Forêt-Noire. Il n'est pas pasteur, mais l'auteur de Speculum orbis terrarum, publié à Anvers en 1578. C'est un atlas des meilleurs cartes géographiques de ce temps, gravé par Jean de Jode.

### Sources et bibliographie
- Bopp Marie Joseph, Die evangelischen Geistlichen und Theologen in Elsass und Lothringen
- G. Bossert. A. C. (BWKG 1888, 5, 4ff.). Württemb. KG. Calw. u. Stuttgart 1892, 272ff.
- Fischlin L. M., Memoria theologorum Wirtembergensium, supplément, Ulm, 1709-1710, p. 46, 376.
- Hanauer Auguste, Le Protestantisme à Haguenau, H. Huffel, libraire, Colmar 1905
- Realenzyklopädie für protestantische Theologie und Kirche Band 10, page 203
- Keim Th., Schwäbische Reformations-Geschichte Ulm 1855, p. 24 sqq.
- Koch Gustave, NBDA, fasc. 20, 1993, p. 1914 à 1915.
- Michaud M. Biographie universelle ancienne et moderne : histoire par ordre alphabétique de la vie publique et privée de tous les hommes…? société de gens de lettres et de savants, A. Thoisnier Desplaces : Michaud ; Leipzig : F. A. Brockaus ; Paris : Mme C. Desplaces.
- Nouveau dictionnaire de biographie alsacienne, ouvrage collectif, F.S.H.A.A.
- Roehrich T. W., Geschichte der Reformation im Elsass, i. 277, 375, ii. 19, Strasburg, 1830-32
- Schnurrer C. F., ErIäuterungen der wirtembergischen Kirchen- Reformations- und Gelehrten-Geschichte, Tübingen, 1798, p. 39, 209.
- Württembergische Kirchengeschichte, Stuttgart, 1892, p. 272 sqq.
- Correspondance de Martin Bucer, Martin Bucer, Jean Rott, Brill Academic Publishers, 1979.
- Traductions françaises de ses écrits et les originaux conservés à Strasbourg à la Bibliothèque du Collegium Wilhelmitanum, Centre de documentation des Églises protestantes.
- Registres de la paroisse protestante de Soultz-sous-Forêts, Archives départementales du Bas-Rhin, et de Rottenburg (source information: Batch Number: 7108520, Sheet: 66, Source all No.: 1235206, Type: Film)